# ジョン・バーネット
ジョン・バーネット（英: John Burnet、1863年12月9日 - 1928年5月26日）は、イギリスの古典文献学者。
1900年 - 1907年に出版されたオクスフォード古典叢書（OCT）の「プラトン全集」（Platonis Opera）全5巻の校訂を務めたことで有名。

## 生涯
エディンバラ大学、オックスフォード大学で学ぶ。1892年からセント・アンドルーズ大学ギリシア語教授就任。

## 主な著作
- 『初期ギリシャ哲学』（Early Greek Philosophy） 1892年
- 『ギリシャ哲学』（Greek Philosophy: Thales to Plato） 1914年
- 『プラトン哲学』（Platonism） 1928年

## 日本語訳
- 暁烏武雄訳『ヘラクライトスの哲学』香草舎 1941年
- 出隆・宮崎幸三訳『プラトン哲学』学芸社 1935年 / 河出書房 1941年 / 岩波書店〈岩波文庫〉1952年
- 神沢惣一郎訳『ギリシァ哲学』理想社 1955年
- 西川亮訳『初期ギリシア哲学』以文社 1975年 / 新装版（神崎繁解説）2014年